# Khadija Er-Rmichi
Khadija Er-Rmichi (arabisch خديجة الرميشي, DMG Ḫadīǧa ar-Ramīšī; * 16. September 1989 in Khouribga) ist eine marokkanische Fußballtorhüterin.

## Karriere

### Klub
Seit mindestens der Saison 2012/13 spielte sie für FAR Rabat.

### Nationalmannschaft
Mit der A-Nationalmannschaft von Marokko nahm sie am Afrika-Cup 2022 teil und stand hier als Stammtorhüterin bei allen Partien des Teams zwischen den Pfosten. Am Ende verlor man das Finale gegen Südafrika, durch die Halbfinalteilnahme gelang für die Ausgabe im Jahr 2023 aber erstmals die Qualifikation für eine Weltmeisterschaft.